# Litauisches Kulturinstitut
 Lietuvos kultūros institutas  (Institut der Kultur Litauens) ist ein Kulturinstitut von Litauen. Diese ist eine öffentliche Anstalt (viešoji įstaiga) und wurde 2001 vom Kulturministerium Litauens, Außenministerium Litauens,  und dem Bildungsministerium Litauens gegründet.

## Kulturattachés
Vom Institut betreute Kulturattachés, die in den diplomatischen Vertretungen des Landes arbeiten, helfen bei der Umsetzung der strategischen Vision, Litauen im Ausland durch Kultur zu präsentieren. Um dieses Ziel zu erreichen, vermittelt der Kulturattaché zwischen Fachleuten aus der Kultur- und Kreativwirtschaft aus Litauen und dem Zielland, fördert deren Zusammenarbeit, realisiert und sucht ständig nach neuen Möglichkeiten für den Export litauischer Kultur- und Kunstprodukte.